# Jean Franko
Jean Franko (Macuto, 5 de dezembro e 1979) é um modelo e ator venezuelano que atua em filmes pornográficos gays.
Jean Franko deixou a Venezuela e mudou-se para a Europa em 1999. Aí ele começou a carreira de modelo para o famoso designer espanhol Francis Montesinos e assim profanada em 2002 e 2003 para o "Cibeles Madrid Fashion Week. Ele colocou em Milão para o fotógrafo Gian Paolo Barbieri, que trabalhava como modelo showroom da Tommy Hilfiger e participou de cenas de dança de um vídeo do mundo famoso grupo "Gipsy Kings". Em 2010, ele participou de uma série de fotografias para o costureiro parisiense hindu (Hindi Mahti) e posou com a modelo Alexandra famosas coleções para 2010/2011. 

## Videografia
- Italians and Other Strangers (2008) Lucas Kazan Productions